# Список сезонов «Индиана Пэйсерс»

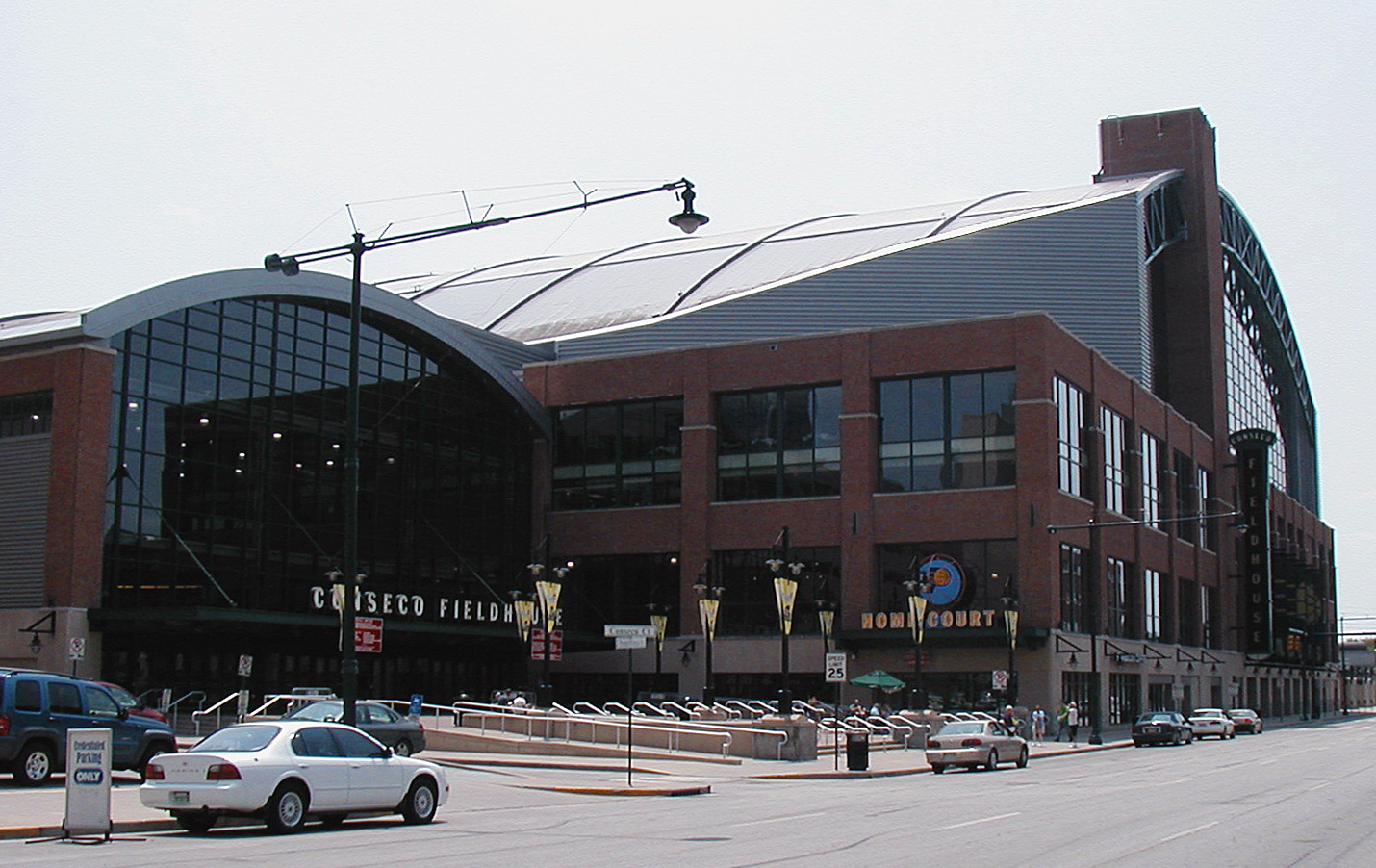
Бэнкерс Лайф-филдхаус домашняя арена Пэйсерс с 1999.

«Индиа́на Пэ́йсерс» (англ. Indiana Pacers) — американский профессиональный баскетбольный клуб, располагающийся в Индианаполисе, штат Индиана. Выступает Центральном дивизионе, Восточной конференции, Национальной Баскетбольной Ассоциации (НБА). «Пэйсерс» основаны в 1967 году, изначально они были участниками Американской Баскетбольной Ассоциации (АБА), где выиграли три титула чемпиона и во всех девяти сезонах выходили в плей-офф. Во времена АБА, Мел Дэниелс дважды был удостоен звания самого ценного игрока регулярного сезона. Также дважды был признан лучшим тренером АБА и Бобби Леонард.
В первом сезоне, после слияния АБА и НБА, «Пэйсерс» не квалифицировались в плей-офф. Первые годы после смены лиги, оказались сложными. Команда попадала в плей-офф НБА, всего 3 раза из 13 первых сезонов. Первую серию плей-офф «Индиана», выиграла лишь в сезоне 1993/94 годов, одолев «Орландо Мэджик». Клювым игроком команды того периода, был Реджи Миллер. Выбранный под 11 пиком на Драфте НБА 1987 года и вошедший в Баскетбольный Зал славы в 2013 году. Миллер завершил карьеру игрока в 2005 году, за это время команда выиграла: Восточную Конференцию, четыре раза Центральный дивизион и всего 5 раз пропустила плей-офф.
«Пэйсерс» за 45 сезонов, 29 раз участвовали в игрок пост-сезона (20 раз в НБА и 9 раз в АБА). Команда семь раз играла в финалах конференции и всего лишь однажды в финале НБА. Также «Индиана» является одной из 13 команд НБА, никогда не побеждавшей в лиге.

## Таблица символов

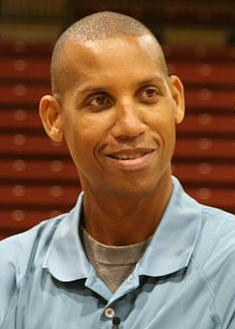
Реджи Миллер вошел в Зал славы и выступал за «Пэйсерс» с 1987 по 2005 год.

| COY  | Тренер года НБА                  |
| DPOY | Лучший оборонительный игрок НБА  |
| EOY  | Менеджер года НБА                |
| JWKC | Приз имени Дж. Уолтера Кеннеди   |
| ROY  | Новичок года НБА                 |
| SPOR | Приз за спортивное поведение НБА |
| SMOY | Лучший шестой игрок НБА          |
| MIP  | Самый прогрессирующий игрок НБА  |

## Сезоны
Статистика откорректированная по состоянию на конец сезона 2011/12.
| Чемпион АБА | Чемпион Дивизиона / Чемпион Конференции | Чемпион Дивизиона | Квалифицировались в Плей-офф |

Конф = Конференция, Див = Дивизион, Див № = место в дивизионе, В = Выиграли, П = Проиграли, П% = Процент выигранных матчей
| Сезоны  | Конф      | Див            | М | В  | П  | П%   | GB | Плей-офф | Награды                               | Главный тренер                                  | #     |
| ------- | --------- | -------------- | - | -- | -- | ---- | -- | --- | ------------------------------------- | ----------------------------------------------- | ----- |
| 1967/68 | —         | Восточный      | 3 | 38 | 40 | .487 | 16 | Проиграли в полуфинале дивизиона (Питтсбург Пайперз, 3–0) |                                       | Ларри Ставерман                                 | [ 2 ] |
| 1968/69 | —         | Восточный      | 1 | 44 | 34 | .564 | —  | Выиграли в полуфинале дивизиона (Кентукки Колонелс, 4–3) Выиграли в финале дивизиона (Майами Флоридианс, 4–1) Проиграли в финале АБА (Окленд Окс, 4–1)                                                         | Мел Дэниелс (MVP)                     | Ларри Ставерман Бобби Леонард                   | [ 3 ] |
| 1969/70 | —         | Восточный      | 1 | 59 | 25 | .702 | —  | Выиграли в полуфинале дивизиона (Каролина Кугэрз, 4–0) Выиграли в финале дивизиона vs Кентукки Колонелс, 4–1 Выиграли в финале АБА (Лос-Анджелес Старз, 4–2)                                                   | Роджер Браун (PMVP)                   | Бобби Леонард                                   | [ 4 ] |
| 1970/71 | —         | Западный       | 1 | 58 | 26 | .690 | —  | Выиграли в полуфинале дивизиона (Мемфис Саундс, 4–0) Проиграли в финале дивизиона (Юта Старз, 4–3) | Мел Дэниелс (AMVP, MVP)               | Бобби Леонард                                   | [ 5 ] |
| 1971/72 | —         | Западный       | 2 | 47 | 37 | .560 | 13 | Выиграли в полуфинале дивизиона (Денвер Рокетс, 4–3) Выиграли в финале дивизиона (Юта Старз, 4–3) Выиграли в финале АБА (Нью-Йорк Нетс, 4–2)                                                                   | Фредди Льюис (PMVP)                   | Бобби Леонард                                   | [ 6 ] |
| 1972/73 | —         | Западный       | 2 | 51 | 33 | .607 | 4  | Выиграли в полуфинале дивизиона (Денвер Рокетс, 4–1) Выиграли в финале дивизиона (Юта Старз, 4–2) Выиграли в финале АБА (Кентукки Колонелс, 4–3)                                                               | Джордж Макгиннис (PMVP)               | Бобби Леонард                                   | [ 7 ] |
| 1973/74 | —         | Западный       | 2 | 46 | 38 | .548 | 5  | Выиграли в полуфинале дивизиона (Сан-Антонио Спёрс, 4–3) Проиграли в финале дивизиона (Юта Старз, 4–3) |                                       | Бобби Леонард                                   | [ 8 ] |
| 1974/75 | —         | Западный       | 3 | 45 | 39 | .536 | 20 | Выиграли в полуфинале дивизиона vs Сан-Антонио Спёрс, 4–2 Выиграли в финале дивизиона vs Денвер Наггетс, 4–3 Выиграли в финале АБА vs Кентукки Колонелс, 4–1                                                   | Джордж Макгиннис (MVP)                | Бобби Леонард                                   |       |
| 1975/76 | —         | —              | 5 | 39 | 45 | .464 | 21 | Проиграли в первом раунде vs Кентукки Колонелс, 2–1 |                                       | Бобби Леонард                                   |       |
| 1976/77 | Западная  | Среднезападный | 5 | 36 | 46 | .439 | 14 | Не квалифицировались в плей-офф |                                       | Бобби Леонард                                   |       |
| 1977–78 | Западная  | Среднезападный | 5 | 31 | 51 | .378 | 17 | Не квалифицировались в плей-офф |                                       | Бобби Леонард                                   |       |
| 1978/79 | Западная  | Среднезападный | 3 | 38 | 44 | .463 | 10 | Не квалифицировались в плей-офф |                                       | Бобби Леонард                                   |       |
| 1979/80 | Восточная | Центральный    | 4 | 37 | 45 | .451 | 13 | Не квалифицировались в плей-офф |                                       | Бобби Леонард                                   |       |
| 1980/81 | Восточная | Центральный    | 3 | 44 | 38 | .537 | 16 | Проиграли в первом раунде vs Филадельфия 76, 2–0 | Джек Маккинни (COY)                   | Джек Маккинни                                   |       |
| 1981–82 | Восточная | Центральный    | 4 | 35 | 47 | .427 | 20 | Не квалифицировались в плей-офф |                                       | Джек Маккинни                                   |       |
| 1982/83 | Восточная | Центральный    | 6 | 20 | 62 | .244 | 31 | Не квалифицировались в плей-офф |                                       | Джек Маккинни                                   |       |
| 1983/84 | Восточная | Центральный    | 6 | 26 | 56 | .317 | 24 | Не квалифицировались в плей-офф |                                       | Джек Маккинни                                   |       |
| 1984/85 | Восточная | Центральный    | 6 | 22 | 60 | .268 | 37 | Не квалифицировались в плей-офф |                                       | Джордж Ирвин                                    |       |
| 1985/86 | Восточная | Центральный    | 6 | 26 | 56 | .317 | 31 | Не квалифицировались в плей-офф |                                       | Джордж Ирвин                                    |       |
| 1986/87 | Восточная | Центральный    | 4 | 41 | 41 | .500 | 16 | Проиграли в первом раунде vs Атланта Хокс, 3–1 | Чак Персон (ROY)                      | Джек Рэмси                                      |       |
| 1987/88 | Восточная | Центральный    | 6 | 38 | 44 | .463 | 16 | Не квалифицировались в плей-офф |                                       | Джек Рэмси                                      |       |
| 1988/89 | Восточная | Центральный    | 6 | 28 | 54 | .341 | 35 | Не квалифицировались в плей-офф |                                       | Джек Рэмси Мел Дэниелс Джордж Ирвин Дик Версаче |       |
| 1989/90 | Восточная | Центральный    | 4 | 42 | 40 | .512 | 17 | Проиграли в первом раунде vs Детройт Пистонс, 3–0 |                                       | Дик Версаче                                     |       |
| 1990/91 | Восточная | Центральный    | 5 | 41 | 41 | .500 | 20 | Проиграли в первом раунде vs Бостон Селтикс, 3–2 | Детлеф Шремпф (SMOY)                  | Дик Версаче Боб Хилл                            |       |
| 1991/92 | Восточная | Центральный    | 4 | 40 | 42 | .488 | 27 | Проиграли в первом раунде vs Бостон Селтикс, 3–0 | Детлеф Шремпф (SMOY)                  | Боб Хилл                                        |       |
| 1992/93 | Восточная | Центральный    | 5 | 41 | 41 | .500 | 16 | Проиграли в первом раунде vs Нью-Йорк Никс, 3–1 |                                       | Боб Хилл                                        |       |
| 1993/94 | Восточная | Центральный    | 3 | 47 | 35 | .573 | 10 | Выиграли в первом раунде vs Орландо Мэджик, 3–0 Выиграли в полуфинале конференции vs Атланта Хокс, 4–2 Проиграли в финале конференции vs Нью-Йорк Никс, 4–3                                                    |                                       | Ларри Браун                                     |       |
| 1994/95 | Восточная | Центральный    | 1 | 52 | 30 | .634 | —  | Выиграли в первом раунде vs Атланта Хокс, 3–0 Выиграли в полуфинале конференции vs Нью-Йорк Никс, 4–3 Проиграли в финале конференции vs Орландо Мэджик, 4–3                                                    |                                       | Ларри Браун                                     |       |
| 1995/96 | Восточная | Центральный    | 2 | 52 | 30 | .634 | 20 | Проиграли в первом раунде vs Атланта Хокс, 3–2 |                                       | Ларри Браун                                     |       |
| 1996/97 | Восточная | Центральный    | 6 | 39 | 43 | .476 | 30 | Не квалифицировались в плей-офф |                                       | Ларри Браун                                     |       |
| 1997/98 | Восточная | Центральный    | 2 | 58 | 24 | .707 | 4  | Выиграли в первом раунде vs Кливленд Кавальерс, 3–1 Выиграли в полуфинале конференции vs Нью-Йорк Никс, 4–1 Проиграли в финале конференции vs Чикаго Буллз, 4–3                                                | Ларри Бёрд (COY)                      | Ларри Бёрд                                      |       |
| 1998/99 | Восточная | Центральный    | 1 | 33 | 17 | .660 | —  | Выиграли в первом раунде vs Милуоки Бакс, 3–0 Выиграли в полуфинале конференции vs Филадельфия 76, 4–0 Проиграли в финале конференции vs Нью-Йорк Никс, 4–2                                                    |                                       | Ларри Бёрд                                      |       |
| 1999/00 | Восточная | Центральный    | 1 | 56 | 26 | .683 | —  | Выиграли в первом раунде vs Милуоки Бакс, 3–2 Выиграли в полуфинале конференции vs Филадельфия 76, 4–2 Выиграли в финале конференции vs Нью-Йорк Никс, 4–2 Проиграли в финале НБА vs Лос-Анджелес Лейкерс, 4–2 | Джален Роуз (MIP)                     | Ларри Бёрд                                      |       |
| 2000/01 | Восточная | Центральный    | 4 | 41 | 41 | .500 | 11 | Проиграли в первом раунде vs Филадельфия 76, 3–1 |                                       | Айзея Томас                                     |       |
| 2001/02 | Восточная | Центральный    | 4 | 42 | 40 | .512 | 8  | Проиграли в первом раунде vs Нью-Джерси Нетс, 3–2 | Джермейн О’Нил (MIP)                  | Айзея Томас                                     |       |
| 2002/03 | Восточная | Центральный    | 2 | 48 | 34 | .585 | 2  | Проиграли в первом раунде vs Бостон Селтикс, 4–2 |                                       | Айзея Томас                                     |       |
| 2003/04 | Восточная | Центральный    | 1 | 61 | 21 | .744 | —  | Выиграли в первом раунде vs Бостон Селтикс, 4–0 Выиграли в полуфинале конференции vs Майами Хит, 4–2 Проиграли в финале конференции vs Детройт Пистонс, 4–2                                                    | Рон Артест (DPOY) Реджи Миллер (JWKC) | Рик Карлайл                                     |       |
| 2004/05 | Восточная | Центральный    | 3 | 44 | 38 | .537 | 10 | Выиграли в первом раунде vs Бостон Селтикс, 4–3 Проиграли в полуфинале конференции vs Детройт Пистонс, 4–2 |                                       | Рик Карлайл                                     |       |
| 2005/06 | Восточная | Центральный    | 4 | 41 | 41 | .500 | 23 | Проиграли в первом раунде vs Нью-Джерси Нетс, 4–2 |                                       | Рик Карлайл                                     |       |
| 2006/07 | Восточная | Центральный    | 4 | 35 | 47 | .427 | 18 | Не квалифицировались в плей-офф |                                       | Рик Карлайл                                     |       |
| 2007/08 | Восточная | Центральный    | 3 | 36 | 46 | .439 | 23 | Не квалифицировались в плей-офф |                                       | Джим О'Брайен                                   |       |
| 2008/09 | Восточная | Центральный    | 4 | 36 | 46 | .439 | 30 | Не квалифицировались в плей-офф | Дэнни Грэнджер (MIP)                  | Джим О'Брайен                                   |       |
| 2009/10 | Восточная | Центральный    | 4 | 32 | 50 | .390 | 29 | Не квалифицировались в плей-офф |                                       | Джим О'Брайен                                   |       |
| 2010/11 | Восточная | Центральный    | 2 | 37 | 45 | .451 | 25 | Проиграли в первом раунде vs Чикаго Буллз, 4–1 |                                       | Джим О'Брайен Фрэнк Вогель                      |       |
| 2011/12 | Восточная | Центральный    | 2 | 42 | 24 | .636 | 8  | Выиграли в первом раунде vs Орландо Мэджик, 4–1 Проиграли в полуфинале конференции vs Майами Хит, 4–2 | Ларри Бёрд (EOY)                      | Фрэнк Вогель                                    |       |

## Статистика за все время
Статистика откорректированная по состоянию на конец сезона 2012/13.
| Статистика                                                  | Выигрыши | Проигрыши | %Выигрышей |
| ----------------------------------------------------------- | -------- | --------- | ---------- |
| Индиана Пэйсерс в регулярном чемпионате (1967–н.в.)         | 1845     | 1803      | .506       |
| Индиана Пэйсерс в Плей-офф (1967–н.в.)                      | 150      | 130       | .536       |
| За все время в регулярном чемпионате и Плей-офф (1967–н.в.) | 1995     | 1933      | .508       |